# Палеоартефакти
Палеоартефакти (Неопізнані копалинні об'єкти, НКО) — предмети, імовірно штучного походження, датування яких вказує на виготовлення їх до виникнення виду Homo sapiens. Термін «палеоартефакти» переважно використовується в псевдоархеологічній і креаціоністській літературі.
З точки зору археології, палеонтології і геології, подібні знахідки є або сучасними речами, що потрапили в породу, наприклад, по тріщинах в ній, або природними утвореннями, які іноді дуже складно відрізнити від штучних.

## Зальцбурзький паралелепіпед

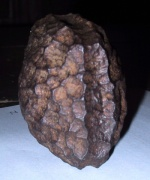
Зальцбургський паралелепіпед

Найбільш відомим «палеоартефактом» вважається Зальцбургський паралелепіпед — металевий предмет, знайдений австрійськими шахтарями в 1885 році. За твердженням, знайдений предмет знаходився всередині шматка бурого вугілля. У 1886 році геолог Адольф Гурлт припустив, що це метеорит. Однак дослідження, проведені в 1960-х роках у Віденському музеї природної історії, не підтвердили метеоритну природу цього предмета.
Імовірно предмет був противагою в старій шахтарській лебідці та був виплавлений з використанням технології лиття по виплавленій моделі (cire perdue).

## Артефакт з Косо
Свічка запалювання з Косо (Вірджинія), знайдена в 1961 році всередині фрагмента скам'янілої глини.
Артефакт являє собою свічку запалювання від машини 1920-х років Ford Model T. Його перебування в конкреції пояснюється процесом швидкого окислення, що характерно для залізних і сталевих предметів, що знаходяться в землі.

## Сфери з Клерксдорп

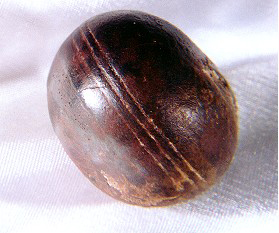
Сфери Клерксдорпу

Сфери з Клерксдорпу знаходять в пірофілліті (дат. 2,8 мільярда років тому), що видобувається біля містечка Оттосдаль в Західному Трансваалі. Сфери бувають двох видів: «Одні цілісні, з твердого блакитнуватого металу з білими цяточками, інші порожнисті, з губчастим наповненням білого кольору», — Д. Джімінсон (J. Jimison), цит. по М. Кремо і Р. Томпсону. Рудольф Маркс з музею Клерксдорп пише про них: «Ніяких наукових публікацій про кулі не існує, але факти такі. Пірофілліт — дуже м'який вторинний мінерал, твердість якого не перевищує 3 одиниць за шкалою Мооса, що сформувався як осадова порода приблизно 2,8 мільярда років тому. Внутрішня частина такої сфери має волокнисту структуру, поверхня ж надзвичайно тверда, так що навіть сталь не залишає на ній ні подряпини».
Як встановлено геологами, сфери з Клерксдорпу мають природне походження.

## Цвях з Кінгуді
В 1844 році сер Девід Брюстер (David Brewster) оголосив про те, що в брилі пісковику, витягнутої з каменоломень Кінгуді (Kingoodie), Мілнфілд, Шотландія, був виявлений вмурований цвях. Доктор А. Медді (AW Medd), співробітник Британського геологорозвідувального управління, датує породу нижнім девоном (360—408 млн років). У своїй доповіді Британської асоціації наукового прогресу Брюстер писав:

Порода в каменоломнях Кінгуді складається з перемежовуються шарів твердого каменю і м'якої глинистої речовини, відомої як тіль, або валунна глина, причому товщина кам'яних пластів коливається від шести дюймів до шести футів (15 см — 1,8 м). Товщина плити, в якій знайдений цвях, дорівнювала дев'яти дюймам (22,5 см). При очищенні шорсткою поверхні плити для подальшого її шліфування виявилося вістря цвяха (густо вкритого іржею), приблизно на півдюйма (1,3 см), проникло в шар тіля. Сам цвях розташовувався горизонтально на кам'яній поверхні, а його капелюшок вдавався в шар каменю приблизно на дюйм (2,5 м).

Як відзначають археологи Кевін Фіцпатрік-Меттьюз і Джеймс Дозер, повідомлення Брюстера — єдине джерело інформації про цей об'єкт, і встановити, що він являє собою в дійсності, неможливо. Також вони вважають, що історія з цим артефактом — звичайний для науки початку і середини XIX століття курйоз.

## Скам'янілі відбитки «людського взуття»

### «Підошва черевика» з Невади
8 жовтня 1922 року журнал «New York Sunday» опублікував в рубриці «Події тижня в Америці» матеріал доктора Балу (WH Ballou) під заголовком «підошви черевика — 5 000 000 років». Автор писав:

Деякий час тому видатний гірничий інженер і геолог Джон Рейд (John Т. Reid), займаючись розвідкою копалин в штаті Невада, раптово наткнувся на шматок каменю, який привів дослідника в невимовне здивування. І було від чого: на камені, який валявся біля ніг Рейд, чітко виднівся відбиток людської підошви! Як з'ясувалося при найближчому розгляді, то був не просто слід голої ноги, а по всій видимості підошва черевика, яку час перетворив на камінь. І хоча передня частина підошви відсутня, збереглося щонайменше дві третини її площі, а по її периметру йшли ясно помітні нитяні стібки, очевидно, які скріплюють рант з підошвою. Потім слідував ще один ряд стібків, а по центру, де повинна знаходитися нога, якби мова дійсно йшла про підошву черевика, розташовувалося поглиблення, повністю відповідає тому, яке звичайно утворює кістку людської п'яти в каблучній частини підошви взуття при тривалому її носінні. Знахідка ця, ймовірно, представляє собою велику наукову загадку, бо вік скам'янілості — щонайменше 5 мільйонів років … Я звернувся до фахівців з мікрофотографії і хімічного аналізу з Фонду Рокфеллера, які в приватному порядку зробили фотознімки знахідки і піддали її аналізами, результати яких підтвердили [закреслено] будь-яких сумнівів у тому, що мова йде про підошві взуття, що зазнала скам'яніння під час тріасового періоду …

Нині більшість геологів визнають природне походження цього відбитка — швидше за все, він є залізною конкрецією віком 225 мільйонів років.

### Відбиток «підошви» з Юти
Вільям Майстер (англ. William J. Meister), кресляр за професією і колекціонер-любитель трилобітів, повідомив в 1968 році про відбиток сліду взутої ноги, виявлений в нашаруванні сланцевої глини неподалік від Антилоп-Спрінг, штат Юта. Відбиток, схожий на слід взуття, Майстер знайшов, розколовши шматок глинистого сланцю.
Усередині нього чітко видно залишки трилобітів. Глинистий сланець зі скам'янілими трилобітами й нібито відбитком ноги у взутті датується кембрійським періодом.
У замітці, опублікованій в «Creation Research Society Quarterly», Майстер так описує древній відбиток, що нагадує слід взутої ноги: «Там, де має бути каблук, є виїмка, глибина якої перевищує іншу частину сліду на восьму частку дюйма (3 мм). Безумовно, це слід правої ноги, оскільки черевик дуже характерно зношений саме праворуч».
Як вважають вчені — на відбитку дійсно є сліди трилобітів, проте слід, ідентифікований Майстером як відбиток взуття, таким насправді не є.

## Дорчестерська знахідка
У 1852 році в кар'єрі Дорчестера проводилися підривні роботи. Після одного такого вибуху, як пише Scientific American, при обстеженні території було виявлено дзвоноподібну посудину з металу. Через вибухи посудина розірвалася навпіл, але його змогли склеїти. Металевий посуд нагадував посудину, зроблену зі сплаву цинку і срібла. На ньому були зображені квіти та виноградна лоза.
Археологи заявляють: «Ясно, що це свічник вікторіанського стилю. Чому хтось в 1852 році вірив, що предмету більше ніж кілька років? На ці питання тепер не можна відповісти, але вони ясно демонструють довірливість тих, хто виявив і повідомив про цей предмет».

## «Заборонена археологія»
В 1993 році М. Кремо і Р. Томпсоном була опублікована книга, присвячену палеоартефактам — «Заборонена археологія». На думку її авторів, в даний час наука не має задовільної гіпотези походження палеоартефактів. Науковим співтовариством книга Кремо і Томпсона сприймається як псевдонаукова.